# Kelvin Edward Felix
Kelvin Edward Felix (Roseau, Dominica; 15 de febrero de 1933 - Castries, Santa Lucía; 30 de mayo de 2024), fue un cardenal católico dominiqués, arzobispo emérito de Castries en Santa Lucía.

## Biografía
Estudió en el Seminario St. John Vianney en Trinidad. Fue ordenado sacerdote el 8 de abril de 1956. Fue el primer sacerdote diocesano de Roseau y el primer sacerdote católico en ser ordenado en Dominica. Tras varios años de trabajo pastoral en Dominica, a partir de 1962 estudió en la Universidad San Francisco Javier en Nueva Escocia (Canadá), donde obtuvo un título en educación en 1963. En 1967 completó una maestría en sociología y antropología en la Universidad de Notre Dame en Indiana. Amplió sus estudios de postgrado en sociología en la Universidad de Bradford, Yorkshire, Inglaterra, donde se graduó en 1970. Mientras estuvo en Inglaterra hizo un gran esfuerzo en beneficio de la comunidad inmigrante dominicana. Fue profesor en el Seminario de St. John Vianney y profesor de Sociología en la Universidad de las Indias Occidentales de San Agustín.
Fue nombrado arzobispo de Castries el 17 de julio de 1981 y recibió la consagración episcopal el 5 de octubre del mismo año. Su gobierno pastoral de la diócesis continuó hasta el 15 de febrero de 2008. Fue presidente de la Conferencia de Iglesias del Caribe, presidente de la Conferencia Episcopal de las Antillas y administrador apostólico de la diócesis de Bridgetown, Barbados, y miembro del Pontificio Consejo para la Familia, del Pontificio Consejo para el Diálogo Interreligioso y del Consejo del Sínodo para América. El Papa Francisco lo creó cardenal en 2014.